# Pływanie na Letnich Igrzyskach Olimpijskich 2012 – 4 × 200 m stylem dowolnym kobiet
Sztafeta 4 × 200 m stylem dowolnym kobiet – jedna z konkurencji pływackich rozgrywanych podczas XXX Igrzysk Olimpijskich w Londynie.
Do zawodów kwalifikowano 16 najlepszych zespołów (12 najlepszych drużyn podczas Mistrzostw Świata w Szanghaju oraz 4 zespoły z najlepszymi czasami uzyskanymi w okresie 1 marca 2011 - 1 czerwca 2012 na zawodach awizowanych przez FINA).
Obrończyniami tytułu z Pekinu były Australijki.
Eliminacje odbyły się 1 sierpnia o 11:26 czasu londyńskiego, finał rozegrany został tego samego dnia o 21:04.
Mistrzyniami olimpijskimi w tej sztafecie zostały Amerykanki: Missy Franklin, Dana Vollmer, Shannon Vreeland i Allison Schmitt.

## Statystyka

### Rekordy
Tabela przedstawia rekordy olimpijski, świata oraz poszczególnych kontynentów w tej konkurencji.
| Rekord świata     | Chiny (CHN)             | 7:42.08 | Rzym, Włochy    | 30.07.2009 |
| Rekord olimpijski | Australia (AUS)         | 7:44.31 | Pekin, Chiny    | 14.08.2008 |
| Rekord Afryki     | Południowa Afryka (RSA) | 8:12.74 | Shenzhen, Chiny | 17.08.2011 |
| Rekord Ameryki    | Stany Zjednoczone (USA) | 7:42.56 | Rzym, Włochy    | 30.07.2009 |
| Rekord Azji       | Chiny (CHN)             | 7:42.08 | Rzym, Włochy    | 30.07.2009 |
| Rekord Europy     | Wielka Brytania (GBR)   | 7:45.51 | Rzym, Włochy    | 30.07.2009 |
| Rekord Oceanii    | Australia (AUS)         | 7:44.31 | Pekin, Chiny    | 14.08.2008 |

## Wyniki

### Eliminacje
| Pozycja | Wyścig | Tor | Kraj              | Zawodnicy | Czas    | Uwagi |
| ------- | ------ | --- | ----------------- | --- | ------- | ----- |
| 1       | 1      | 4   | Australia         | Brittany Elmslie (1:57.50) Angie Bainbridge (1:57.70) Jade Neilsen (1:57.25) Blair Evans (1:56.99)               | 7:49.44 | Q     |
| 2       | 2      | 4   | Stany Zjednoczone | Lauren Perdue (1:58.07) Shannon Vreeland (1:57.04) Alyssa Anderson (1:57.33) Dana Vollmer (1:58.31)              | 7:50.75 | Q     |
| 3       | 1      | 5   | Kanada            | Barbara Jardin (1:57.76) Samantha Cheverton (1:57.38) Amanda Reason (1:58.51) Brittany MacLean (1:57.19)         | 7:50.84 | Q     |
| 4       | 2      | 6   | Włochy            | Alice Mizzau (1:57.95) Alice Nesti (1:59.80) Diletta Carli (1:58.54) Federica Pellegrini (1:56.46)               | 7:52.75 | Q     |
| 5       | 1      | 3   | Francja           | Ophélie-Cyrielle Étienne (1:58.43) Margaux Farrell (2:00.06) Mylène Lazare (1:58.82) Camille Muffat (1:55.57)    | 7:52.88 | Q     |
| 6       | 2      | 5   | Chiny             | Zhu Qianwei (1:59.23) Liu Jing (1:58.00) Chen Qian (1:58.17) Pang Jiaying (1:58.26)                              | 7:53.66 | Q     |
| 7       | 1      | 6   | Wielka Brytania   | Caitlin McClatchey (1:58.22) Rebecca Turner (1:57.87) Ellie Faulkner (1:59.36) Joanne Jackson (1:58.86)          | 7:54.31 | Q     |
| 8       | 1      | 2   | Japonia           | Haruka Ueda (1:57.70) Hanae Ito (1:58.12) Yayoi Matsumoto (1:59.67) Aya Takano (1:59.07)                         | 7:54.56 | Q     |
| 9       | 2      | 3   | Węgry             | Ágnes Mutina (2:00.06) Zsuzsanna Jakabos (1:57.59) Katinka Hosszú (1:57.84) Evelyn Verrasztó (1:59.09)           | 7:54.58 |       |
| 10      | 1      | 1   | Hiszpania         | Melania Costa Schmid (1:57.66) Patricia Castro (1:58.09) Lydia Morant (1:59.66) Mireia Belmonte Garcia (1:59.18) | 7:54.59 | NR    |
| 11      | 2      | 2   | Nowa Zelandia     | Tash Hind (1:58.79) Samantha Lucie-Smith (1:58.89) Amaka Gessler (1:59.03) Melissa Ingram (1:59.21)              | 7:55.92 | NR    |
| 12      | 1      | 7   | Rosja             | Marija Bakłakowa (2:00.75) Jelena Sokołowa (1:58.33) Wieronika Popowa (1:58.48) Darja Bielakina (1:58.94)        | 7:56.50 |       |
| 13      | 2      | 7   | Niemcy            | Silke Lippok (1:58.43) Theresa Michalak (2:00.65) Annika Bruhn (1:59.61) Daniela Schreiber (2:00.24)             | 7:58.93 |       |
| 14      | 2      | 1   | Słowenia          | Sara Isakovič (1:59.58) Anja Klinar (2:00.53) Urša Bežan (2:01.92) Mojca Sagmeister (2:02.66)                    | 8:04.69 |       |
| 15      | 1      | 8   | Ukraina           | Daryna Zewina (1:59.68) Hanna Dzerkal (2:04.68) Daryna Stepaniuk (2:05.49) Iryna Hławnyk (2:02.82)               | 8:12.67 |       |
| 16      | 2      | 8   | Polska            | Katarzyna Wilk (2:05.46) Karolina Szczepaniak (2:02.99) Diana Sokołowska (2:01.45) Alexandra Putra (2:03.86)     | 8:13.76 |       |

### Finał
| Pozycja | Tor | Kraj              | Zawodnicy | Czas    | Uwagi |
| ------- | --- | ----------------- | --- | ------- | ----- |
|         | 5   | Stany Zjednoczone | Missy Franklin (1:55.96) Dana Vollmer (1:56.02) Shannon Vreeland (1:56.85) Allison Schmitt (1:54.09)           | 7:42.92 | OR    |
|         | 4   | Australia         | Bronte Barratt (1:55.76) Melanie Schlanger (1:55.62) Kylie Palmer (1:56.91) Alicia Coutts (1:56.12)            | 7:44.41 |       |
|         | 2   | Francja           | Camille Muffat (1:55.51) Charlotte Bonnet (1:57.78) Ophélie-Cyrielle Étienne (1:58.05) Coralie Balmy (1:56.15) | 7:47.49 | NR    |
| 4       | 3   | Kanada            | Barbara Jardin (1:57.96) Samantha Cheverton (1:56.91) Amanda Reason (1:59.32) Brittany MacLean (1:56.46)       | 7:50.65 |       |
| 5       | 1   | Wielka Brytania   | Caitlin McClatchey (1:58.66) Rebecca Turner (1:57.39) Hannah Miley (1:58.12) Joanne Jackson(1:58.20)           | 7:52.37 |       |
| 6       | 7   | Chiny             | Wang Shijia (1:58.32) Ye Shiwen (1:57.37) Liu Jing (1:59.51) Tang Yi (1:57.91)                                 | 7:53.11 |       |
| 7       | 6   | Włochy            | Alice Mizzau (1:58.93) Alice Nesti (2:00.03) Diletta Carli (1:59.73) Federica Pellegrini (1:57.61)             | 7:56.30 |       |
| 8       | 8   | Japonia           | Haruka Ueda (1:58.23) Hanae Ito (1:58.26) Yayoi Matsumoto (2:00.82) Aya Takano (1:59.42)                       | 7:56.73 |       |